# Aboh
Aboh (lub Abo) - miasto w Nigerii, w stanie Delta, leżące u ujścia rzeki Niger.